# Ravanahattha

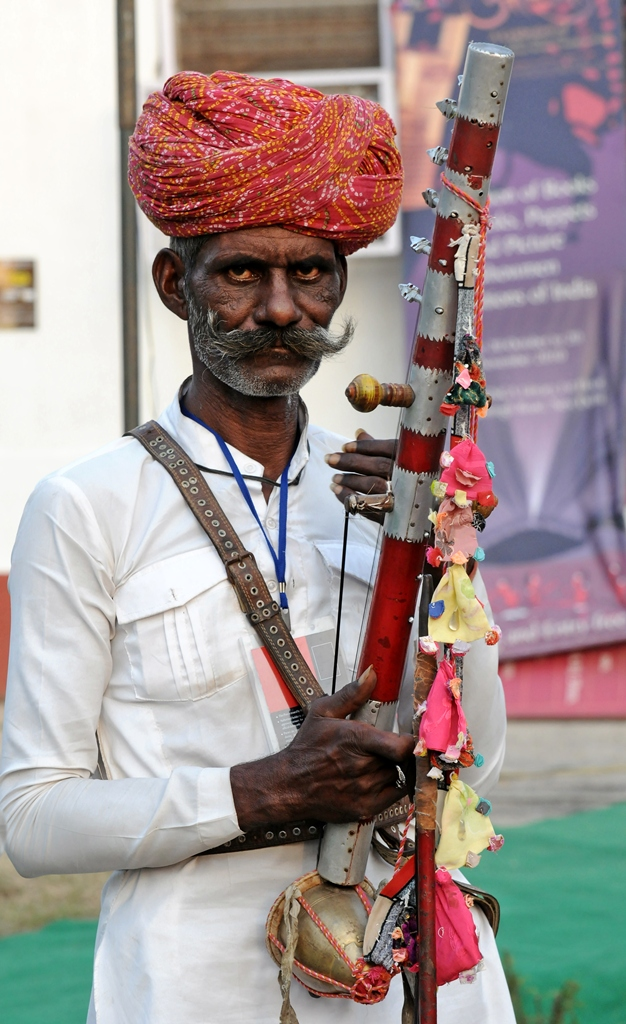
Volksmusiker aus Rajasthan beim Akhyan-Festival für Puppentheater und Unterhaltungskünstler in Neu-Delhi, Oktober 2010

Ravanahattha, auch rāvaṇhatthā, rāvaṇahasta, ravanastron, ist eine Langhals-Spießlaute, die in den nordwestindischen Bundesstaaten Rajasthan und Gujarat von Straßenmusikern und religiösen Sängern zur Liedbegleitung eingesetzt wird. Das mit der ektara verwandte Streichinstrument mit ein bis zwei Melodie- und bis zu 16 Resonanzsaiten verdankt seinen Namen dem mythischen Dämonenkönig Ravana und dem Sanskrit-Zusatz hasta für „Hand“. Die ravanahattha wurde aufgrund ihres hohen Alters als Beleg für den indischen Ursprung der Streichinstrumente gewürdigt, was sich jedoch nicht eindeutig belegen lässt.

## Herkunft
Bis zum 3. Jahrhundert n. Chr. waren alle Saiteninstrumente, für die in altindischer Zeit der allgemeine Begriff vina verwendet wurde, mehrsaitige Bogenharfen. Dann tauchen an Reliefs buddhistischer Stupas in Gandhara und ab dem 5. Jahrhundert auf Malereien in Ajanta dem barbat ähnliche birnenförmige Kurzhalslauten und längere Stabzithern auf. Bei Lauteninstrumenten ist der Hals organisch mit dem Resonanzkörper verbunden, bei Stabzithern hängt er als separates Bauelement – häufig in Form einer Kalebasse – unter dem Saitenträger. Die einfachsten indischen Stabzithern mit einem halbschaligen Resonator sind bis zum Ende des 1. Jahrtausends auf Reliefs an Hindutempeln abgebildet und heute abgesehen von der tuila, die ein Nischendasein in einer ländlichen Region in Odisha führt, praktisch verschwunden. Die in der heutigen klassischen Musik gespielten vinas sind gänzlich andere Stabzithern mit breitem Griffbrett und zwei Kalebassen (Rudra vina) oder Langhalslauten mit dickbauchigem Korpus. Die einfachen Spießlauten sind davon unabhängige Instrumente der regionalen Volksmusik.
Der Name ravanahattha ist seit dem 7. Jahrhundert überliefert. Wann die namentliche Verbindung des Saiteninstruments mit der mythischen Figur aufkam, ist unbekannt. Im Epos Ramayana verkörpert der Dämonenkönig Ravana aus dem Reich Lanka, das mit Sri Lanka an der Südspitze Indiens verortet wird, den bösen Gegenspieler des Gottes Rama. Um Shiva zu gefallen, betrieb Ravana Jahre lang Askese und opferte einen seiner zehn Köpfe. Inspiriert durch den Ton eines Bambusrohrs, der gegen eine Kalebasse gehalten wurde, erfand er ein Saiteninstrument, indem er eine Sehne aus seinem Körper über einen Holzstab spannte und diesen mit einer Kalebasse (alabu) verband. Shiva soll sehr angetan von diesem Instrument gewesen sein, andere Götter spielten ebensolche vinas zu seinen Ehren.
Die shivaitischen Sänger Appar Swamigal (auch Tirunavukkarasar) und Tirugnana Sambandar, die zu den tamilischen Heiligen (Nayanmar) gehören, priesen im 7. Jahrhundert in ihrer Hymnensammlung Tevaram das musikalische Genie Ravanas. Nach ihrer Erzählung konstruierte Ravana die siebensaitige Bogenharfe yazh aus den Sehnen seiner Hand, um sich damit beim Hymnengesang zu begleiten. Im Paumachariya des Svayambhudeva, einer um 880 entstandenen Jain-Version des Ramayana, versucht Ravana dem Naga-König Dharanendra mit einem Saiteninstrument zu gefallen, das in den Apabhramsha-Sprachen ravanahatthaya hieß, von dem jedoch unklar ist, ob es gezupft oder gestrichen wurde.

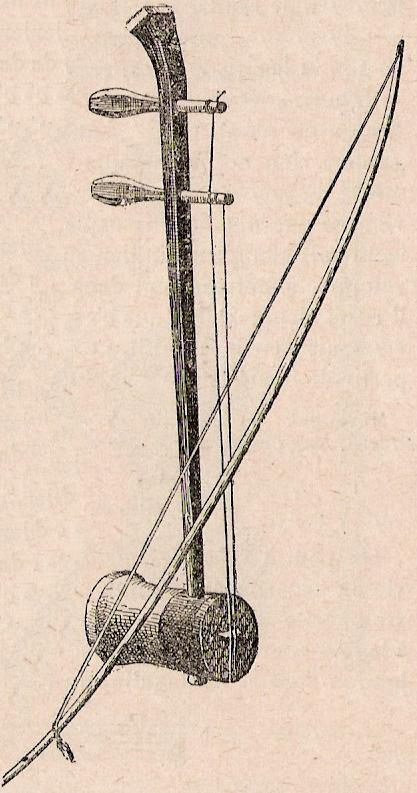
Zeichnung einer ravanastron in Form einer Röhrenspießgeige aus dem 19. Jahrhundert, die stark der chinesischen erhu und der ugandischen endingidi ähnelt.

In der musikwissenschaftlichen Abhandlung Sangitamakaranda aus dem 11. Jahrhundert wird ein Saiteninstrument namens ravani erwähnt. Die alte Geschichte von Ravanas südindischem Musikbogen ravanahattha überliefert weiterhin Nanyadeva (1094–1133) in seinem Werk Bharatabhashya, von dem ein Manuskript erhalten geblieben ist. Ohne seine Form zu beschreiben, vergleicht er das Instrument mit Shivas pinaka in Nordindien. In den altindischen Epen wird Shiva gelegentlich mit dem Beinamen Pinakin umschrieben, als Träger des ihn unbesiegbar machenden Bogens pinaka, der – auch wenn der Zusammenhang nicht ausdrücklich hergestellt wird – wie der im Rigveda erwähnte pinga ein Musikbogen gewesen sein dürfte. Haripala, ein Herrscher und Dichter in Gujarat in der zweiten Hälfte des 12. Jahrhunderts, hielt die pinaki vina für das bedeutendste Musikinstrument. Nach seiner Beschreibung bestand ihr Saitenträger aus Bambus, der mit einer Tiersehne bespannt war. Der Streichbogen (karmuka) war mit Ziegenhaar bezogen und wurde mit Harz eingerieben. Ausführlich behandelte der Musikgelehrte Sharngadeva im 13. Jahrhundert die pinaki vina in seinem Werk Sangitaratnakara. Er soll ein weiteres Streichinstrument erfunden haben, das er nihsanka vina nannte und das ein Vorfahr der ravanahattha gewesen sein könnte. Die letzte Darstellung der einsaitigen pinaki vina gab der Belgier Francois Baltazard Solvyns im Jahr 1810, als diese mit dem Bogen gestrichene Stabzither, die offensichtlich seit dem 15. Jahrhundert einen zweiten Kalebassenresonator besaß, praktisch schon ausgestorben war.
Auf Darstellungen des indischen Götterhimmels sind die Hauptfiguren häufig von musizierenden Begleitern, den Gandharvas und Kinnaras umgeben. B. C. Deva fand an einigen Tempelreliefs aus dem 10. Jahrhundert Streichinstrumente abgebildet. Die Abbildungen aus dieser frühen Zeit sind jedoch nicht eindeutig zu interpretieren, bei manchen könnte es sich auch um mit einem Stab geschlagene Röhrenzithern oder um geriebene Schrapstäbe handeln. Im 11. Jahrhundert wird eine saranga vina erwähnt, die zu dieser Zeit offenbar ein beliebtes Streichinstrument war, mit dem Jains ihre religiösen Gesänge begleiteten. Hiermit namensverwandt ist die ab dem 16. Jahrhundert in der Straßenmusik gespielte Kurzhalslaute sarangi, ein Vorläufer des bekanntesten indischen Streichinstruments, das heute in der nordindischen klassischen Musik eingesetzt wird. Die sarangi könnte auf altindische Formen zurückgehen oder wie die sarinda von ähnlichen Streichlauten im persisch-zentralasiatisch islamischen Raum abstammen. Die gestrichene mayuri vina, deren dickbauchiger Korpus in einem Pfauenkopf endet, lässt sich von den mittelalterlichen vinas in Lauten- oder Stabzitherform herleiten. Die mit ihr verwandte schlankere dilruba dürfte in der Mogulzeit und die hauptsächlich in Bengalen vorkommende esraj im 19. Jahrhundert entstanden sein. Neben sarangi und ravanahattha ist die nur von den Manganiyar gespielte Schalenhalslaute kamaica das dritte, für Rajasthan typische Streichinstrument.
Die ravanahattha war vermutlich überwiegend ein Volksmusikinstrument. Vemabhupala, ein König in Zentralindien im 15. Jahrhundert, der sich als Förderer von Musik und Dichtkunst hervortat, erklärte, die ravanahattha würde nur von Bettlern gespielt. Zumindest Anfang des 17. Jahrhunderts muss ein so bezeichnetes Instrument auch in der klassischen südindischen Musik verwendet worden sein, denn nach Angaben des Dichters Ramabhadrambha wurde es von Musikerinnen am Hof von Thanjavur gespielt. Nach einer Beschreibung des Missionars Bartholomäus Ziegenbalg von 1711 handelte es sich beim ravanastum um einen Musikbogen mit einer einzelnen Darmsaite, die mit einem Bogen gestrichen wurde. Später scheint dieses südindische Streichinstrument nicht mehr bekannt gewesen zu sein. Während Shivas nordindische Stabzither pinaki vina heute gänzlich verschwunden ist, lebt die in der Mythologie Ravana zugeschriebene südindische ravanahattha in der nordindischen Volksmusik von Rajasthan und Gujarat fort.
Der französische Naturwissenschaftler Pierre Sonnerat (1748–1814) ließ sich in Voyage aux Indes orientales et à la Chine, fait depuis 1774 jusqu'à 1781 neben indischer Geschichte und Mythologie auch über die als harmonielos und unvollkommen beklagte indische Musik und die ravanastron aus. Er schrieb, dass sich Bettelmönche, die er Pandarons nannte, auf der Fiedel ravanastron begleiteten. Ravanas Musikbogen ravanahattha, wie er in den altindischen Epen vorkommt, hatte sich zu einer Bogenharfe und schließlich zu einer Stachelgeige, also zu einem von der pinaki vina verschiedenen Instrumententyp entwickelt.
Zahlreiche frühere Musikologen beriefen sich auf Sonnerat und hielten den Streichbogen für eine sehr alte indische Erfindung. Der belgische Musikhistoriker François-Joseph Fétis (1784–1871) zitiert in seiner Biografie über Antonio Stradivari (Antoine Stradivari, luthier célèbre) von 1856 Sonnerats Feststellung zum Alter der ravanahattha und erklärt, dass der Violinenbogen aus Indien stamme. Im Zusammenhang mit der Erfindung des Streichbogens durch Ravana laut der indischen Tradition erwähnt Charles Russel Day (1891) ein zu seiner Zeit in Sri Lanka von Wandermusikern gespieltes einfaches Streichinstrument namens vinavah mit zwei unterschiedlichen Saiten: eine aus Flachs und die andere wie der Streichbogen aus Pferdehaar. Die Beschreibung der Bauform passt auf die Spießgeige ravanahattha. Ein anderes wahrscheinlich der alten ravanahattha ähnliches Streichinstrument werde amrita genannt. Im Jahr 1915 fasste Curt Sachs die bisherige Einschätzung der ravanastron mit dem Wort „Stammvater aller Streichinstrumente“ zusammen. Diese Theorie wird nicht mehr aufrechterhalten.

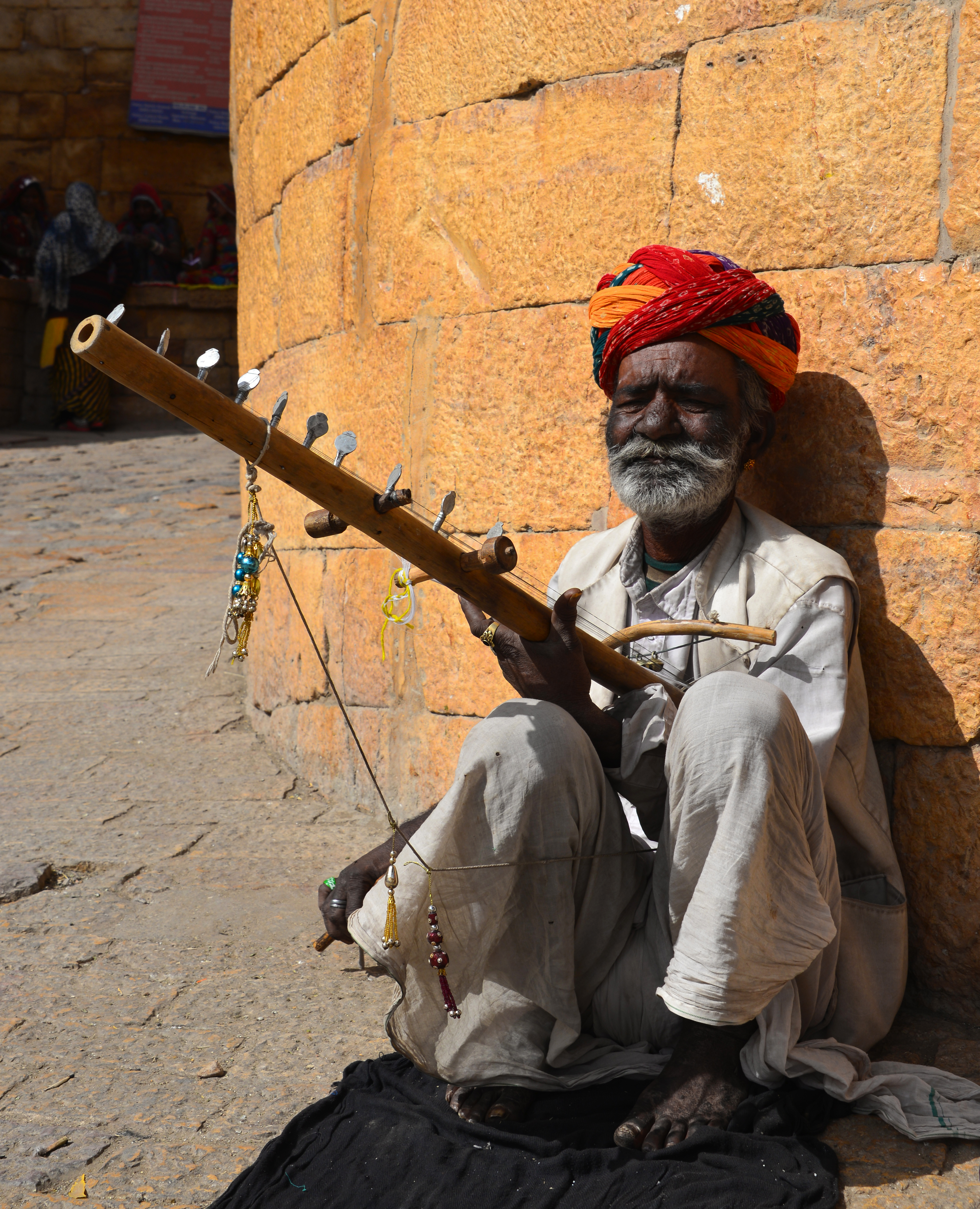
Ravanahattha-Spieler in Jaisalmer, Rajasthan

Der Begriff ravanastron diente bis in die erste Hälfte des 20. Jahrhunderts allgemein zur Umschreibung aller archaischen Spießgeigen in Asien. In Samuel Becketts 1953 veröffentlichtem Roman Watt hängt in einem Musikzimmer ein „Ravanastron, wie ein Regenpfeifer“. Es ist ein rätselhafter Gegenstand, der wohl als Musikinstrument gedacht werden soll, aber dessen Form und Klang unerklärt bleibt. Unter Berufung auf François-Joseph Fétis steht im Hintergrund die Vorstellung vom Ravanastron als einem mythischen Urinstrument. Das Ravanastron war bereits in einer früheren Szene des Romans aufgetaucht, als es um das Schicksal eines verstorbenen Musikers ging, der als Randfigur erwähnt wird. Als sein geistiges Vermächtnis hinterließ er die Schrift „Notes on the Ravanastron, or Chinese Violin“.
Nach Jaap Kunst gab es im indonesischen Gamelan früher ein aus Indien stammendes, wina rawanahasta genanntes Lauteninstrument. Das Wort war in der altjavanischen Literatur bereits um 900 in Gebrauch und wurde folglich während der zentraljavanischen Sailendra-Dynastie geprägt.

## Bauform
Der Korpus der ravanahattha besteht aus einer halben Kokosschale von etwa zehn Zentimetern Durchmesser, die mit ein bis zwei Lagen Tierhaut überdeckt ist. Die Membrandecke wird am Rand festgenagelt oder mit über die Unterseite verlaufenden Schnüren verspannt. Gelegentlich befindet sich am Boden ein Loch, das mit einem kegelstumpfförmig gebogenen Messingblech überdeckt wird und den Korpus entsprechend verlängert, sodass er die äußere Form einer Röhrenspießgeige erhält. Als Saitenträger (dandi) dient ein 40 bis 60 Zentimeter langes dickes Bambusrohr, das über einen quer durch die Kokosschale gesteckten Eisenstab mit ihr verbunden ist. Die Saiten verlaufen über einen auf der Membran aufgesetzten Steg bis zum gegenüber herausragenden Ende des Eisenstachels. Eine Melodiesaite besteht aus Pferdehaar, die andere, im Abstand einer Oktave gestimmte, aus Stahl. Beide führen zu gegenständigen seitlichen Holzwirbeln in der Mitte des Saitenträgers; die 12 bis 16 Resonanzsaiten enden an einer Reihe kleinerer Wirbel, die in einem regelmäßigen Abstand bis zur Spitze des Rohrs angebracht sind. Der leicht gekrümmte Streichbogen ist mit Pferdehaar bespannt. An seinem Stab sind häufig Metallschellen (ghungrus) befestigt, wie sie in der Region auch von manchen Tänzern als Fußketten getragen werden.

## Spielweise

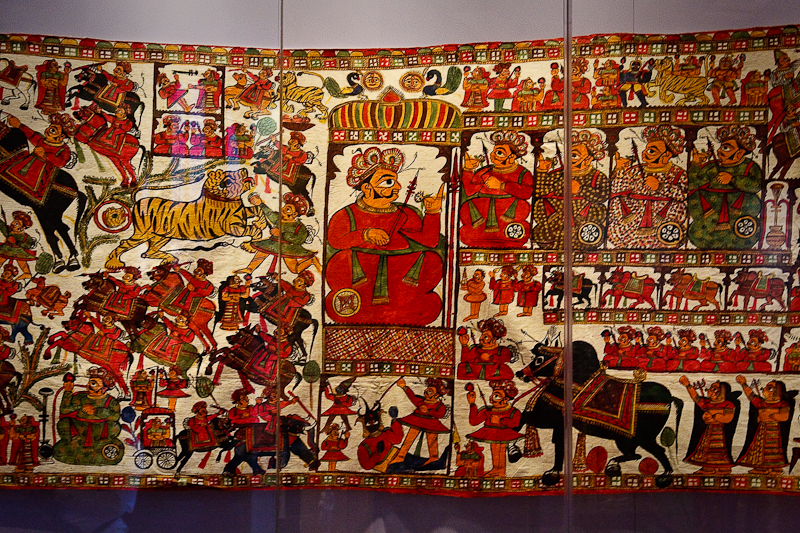
Rollbild (Phad), auf dem die Geschichten von Pabuji dargestellt sind.

Der sitzende oder stehende Musiker hält die ravanahattha mit dem Korpus an den Oberkörper gepresst. Der Hals ragt schräg nach oben oder nahezu waagrecht nach vorn, dabei sind die Saiten zum Musiker gerichtet. Mit der linken Hand umgreift er den Hals und verkürzt mit den Fingern die Saite, in dem er sie seitlich berührt, ohne sie ganz auf den Bambusstab niederzudrücken.
Die ravanahattha wird üblicherweise solistisch oder zur Begleitung religiöser Gesänge (Bhajans) von Straßenmusikern gespielt. Bhopa heißt in Rajasthan ein religiöser Sänger und Heilungspriester, der in einer Anrufungszeremonie mit einem Geist (Bhuta) in Kontakt tritt. Nachts trägt er zur ravanahattha-Begleitung epische Geschichten vor. Dazu bewegt sich eine Tänzerin, die eine Lampe in der Hand hält. Die Geschichten handeln vor allem vom Helden Pabuji aus dem 14. Jahrhundert, der als Volksgottheit verehrt wird, und anderen Helden der Rajputen wie Doongji-Jawarji und Raja Bhartari. Letzterer war ein König, der wegen der Untreue seiner Frau zum Asketen und Schüler von Guru Goraksha wurde. Auf dem Tilla Jogian im heutigen Pakistan soll er den Zustand des Samadhi erreicht haben.
Bei den Bhil und anderen Ethnien führen der Bhopa und seine Frau (Bhopi) das Epos von Pabuji als Pabuji-ki-parh (Pabuji ki phad), als Erzählung mit einem Rollbild auf. Der Bhopa trägt – begleitet vom Gesang seiner Frau – die Geschichte vor, spielt die ravanahattha und zeigt zwischendurch mit dem Streichbogen auf die Szenen des Stoffbildes. Während die Geschichten um Pabuji stets von einer ravanahattha begleitet werden, gehört zu den Aufführungen des anderen großen Epos von Rajasthan, Devnarayan, die Stabzither jantar.
Der ceylonesische Komponist und Violinist Dinesh Subasinghe (* 1979) setzte in seinem 2009 veröffentlichten pop- und weltmusikalischen Album Rawan Nada erstmals eine ravanahattha ein.

## Verbreitung
Ähnliche Stachelfiedeln in der Region werden als nareli („Kokosnuss“), gujri (der „Gurjars“, einer von Nordindien bis Afghanistan verbreiteten Ethnie), sarangi oder harangi bezeichnet. Anderswo in der regionalen Volksmusik eingesetzte ein- oder zweisaitige Spießgeigen sind die urni in Nepal und Westbengalen, die pena in Nordostindien, die banam in Odisha, die von der Musikerkaste der Pardhans in Andhra Pradesh gespielte dreisaitige kingri, die koka in Maharashtra und in Südindien die kinnaram (kinnari, namensgleich mit der Stabzither kinnari vina). In Kerala spielt die Kaste der Pulluvan die einsaitige pulluvan vina in einem Besessenheitsritual, in welchem Schlangengottheiten in Liedern (pulluvan pattu) angerufen werden.
Die von den Spießgeigen zu unterscheidende zweite Gruppe der indischen Streichinstrumente bilden die Schalenlauten mit an der Oberseite halboffenem Korpus wie die sarangi und die sarinda. Hierzu gehören auch die in Zentralasien als ghichak bekannten Streichinstrumente, wobei in der Ende des 16. Jahrhunderts verfassten Hofchronik des Mogulherrschers Akbar, Ain-i-Akbari, ein Streichinstrument namens ghichak mit einer Kokoshalbschale erwähnt wird. Das Verhältnis zur chinesischen huqin-Familie der zweisaitigen Fiedeln, zu der auch die Röhrenspießgeige erhu gehört, ist unklar. Echte Röhrenspießgeigen ähnlich der obigen Abbildung einer ravanastron aus dem 19. Jahrhundert kommen in Indien nicht vor, dafür in etlichen Varianten in China. Ihr Charakteristikum sind hinterständige Wirbel und der beim Spiel zwischen den beiden Saiten hindurchgeführte Streichbogen. Deren Verbreitungsgebiet ist Ost- und Südostasien mit der Westgrenze in Assam. In der Himalayaregion gehören zu den zweisaitigen Röhrenspießgeigen die in der tibetischen Volksmusik gespielte piwang und die namensverwandte chiwang in Bhutan.